# Municipio de Viding
El municipio de Viding (en inglés: Viding Township) es un municipio ubicado en el condado de Clay en el estado estadounidense de Minnesota. En el año 2010 tenía una población de 103 habitantes y una densidad poblacional de 1,11 personas por km².

## Geografía
El municipio de Viding se encuentra ubicado en las coordenadas 47°6′28″N 96°37′37″O / 47.10778, -96.62694. Según la Oficina del Censo de los Estados Unidos, el municipio tiene una superficie total de 92.42 km², de la cual 92,42 km² corresponden a tierra firme y (0 %) 0 km² es agua.

## Demografía
Según el censo de 2010, había 103 personas residiendo en el municipio de Viding. La densidad de población era de 1,11 hab./km². De los 103 habitantes, el municipio de Viding estaba compuesto por el 99,03 % blancos y el 0,97 % eran de una mezcla de razas. Del total de la población el 0 % eran hispanos o latinos de cualquier raza.